# جون دانيال فيتزجيرالد
جون دانيال فيتزجيرالد (بالإنجليزية: John Daniel FitzGerald)‏ هو محامي وسياسي أسترالي، ولد في 11 يونيو 1862 في أستراليا، وتوفي في 4 يوليو 1922 في أستراليا. حزبياً، نشط في حزب العمال الأسترالي. وقد انتخب عضو الجمعية التشريعية نيو ساوث ويلز وانتخب عضو المجلس التشريعي نيو ساوث ويلز.